# 도쿄 미즈베 라인

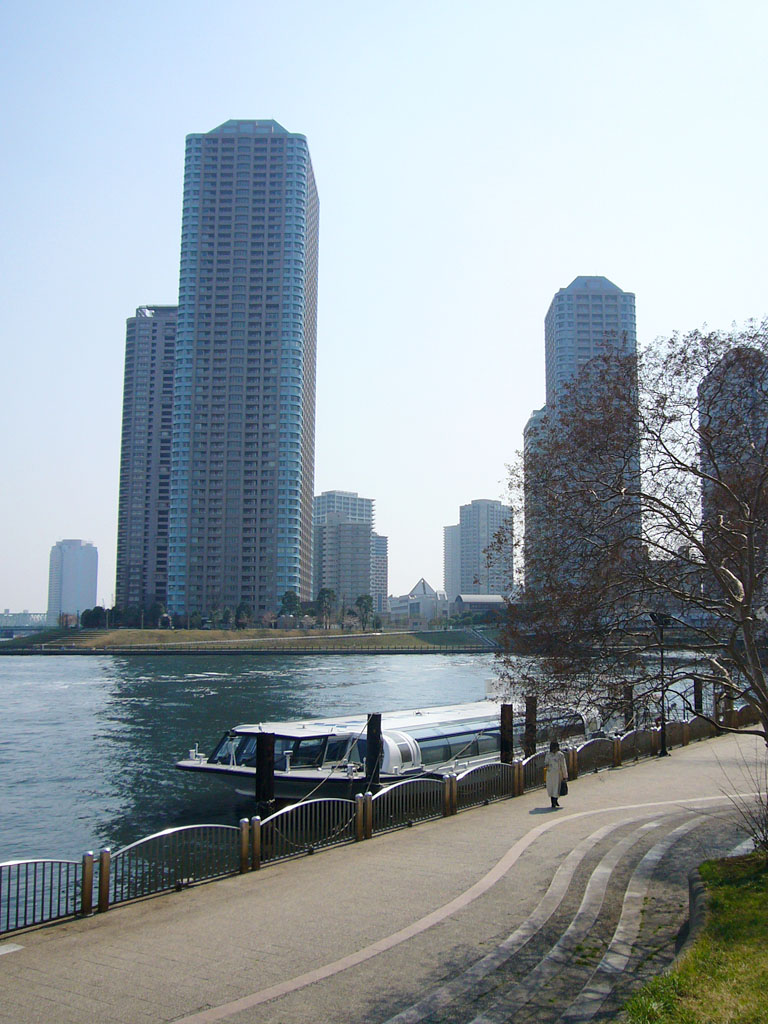
도쿄도 주오구 근처의 스미다강에서 계류중인 도쿄 미즈베 라인의 선박의 모습

도쿄 미즈베 라인(일본어: 東京水辺ライン)은 일본 도쿄도의 수상 버스이다. 도쿄항, 스미다강, 아라카와강에서 정기 · 부정기 운항되고 있다.
도쿄도 공원 협회가 운영하며, 정기 · 부정기 항로 선박 외에도 전세편, 이벤트 서비스, 연회 서비스 등이 있다. 전세편은 정원 140명의 사쿠라·아지사이 호와 정원 200명의 코스모스호가 있으며 시간 대여제로 운영된다.
휴업일은 매주 월요일(단, 국경일 인 경우에는 다음날) 및 연말 연시(12월 29일~1월 3일)이다.

## 같이 보기
- 수상 택시